# Gerichtsbezirk Taufers
Der Gerichtsbezirk Taufers war ein dem Bezirksgericht Taufers unterstehender Gerichtsbezirk in der Gefürsteten Grafschaft Tirol. Der Gerichtsbezirk umfasste das Tauferer Ahrntal und gehörte zum Bezirk Bruneck. Nach dem Ersten Weltkrieg musste Österreich den gesamten Gerichtsbezirk an Italien abtreten.

## Geschichte
Der Gerichtsbezirk Taufers wurde durch eine 1849 beschlossene Kundmachung der Landes-Gerichts-Einführungs-Kommission geschaffen und umfasste ursprünglich die 19 Gemeinden Achhornach, Drittelsand, Gais, Kemathen, Lannebach, Lappach, Luttach, Mühlbach, Mühlen, Mühlwald, Neuhaus, Prettau, Rein, Sand, St. Jakob, St. Johann, St. Peter, Uttenheim und Weißenbach.
Der Gerichtsbezirk Taufers bildete im Zuge der Trennung der politischen von der judikativen Verwaltung
ab 1868 gemeinsam mit den Gerichtsbezirken Brunecken, Enneberg und Welsberg den Bezirk Brunecken (später Bruneck).
Der Gerichtsbezirk wies 1869 eine Bevölkerung von 9151 Personen auf.
1910 wurden für den Gerichtsbezirk 8.738 Personen ausgewiesen, von denen 8.716 Deutsch (99,7 %) und  7 Italienisch oder Ladinisch (0,1 %) als Umgangssprache angaben.
Durch die Grenzbestimmungen des am 10. September 1919 abgeschlossenen Vertrages von Saint-Germain wurde der Gerichtsbezirk Taufers zur Gänze Italien zugeschlagen.

## Gerichtssprengel
Der Gerichtssprengel umfasste 1910 die 15 Gemeinden Ahornach, Gais, Kematen, Lappach, Luttach, Mühlbach, Mühlen, Mühlwald, Prettau, Rain, Sand, Sankt Jakob in Ahrn, Sankt Johann in Ahrn, Sankt Peter in Ahrn und Uttenheim.